# Björn Jónsson

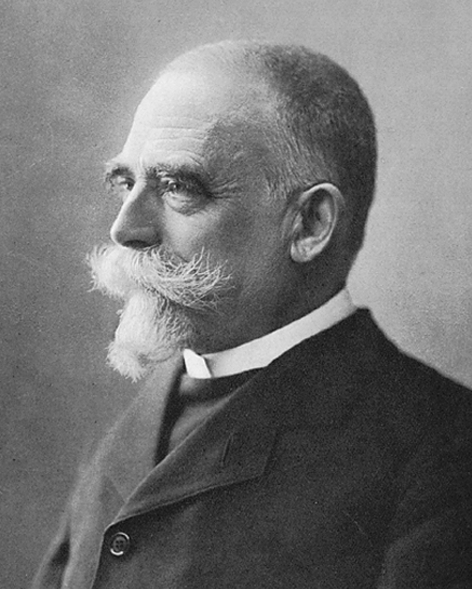
Björn Jónsson

Björn Jónsson (Djúpadal, 8 oktober 1846 - ?, 24 november 1912) was een IJslands politicus.
Björn verbleef na zijn middelbareschoolexamen (1869) als koopman en schrijver in Kopenhagen (1871-1874; 1878-1883). Na zijn terugkeer in IJsland werd hij een van de leiders van de IJslandse nationale beweging. Hij speelde een belangrijke rol in de literaire wereld van IJsland. Redacteur van de tijdschriften Skírnir (1873-1874) en Ísafold (1874-1909).
Björn was lid van het Alding (het IJslandse parlement) van 1878 tot 1880 en van 1908 tot 1912. Als groot voorstander van verregaande autonomie van IJsland was hij lid van de Sjálfstæðisflokkurinn (Onafhankelijkheidspartij).
Van 31 maart 1909 tot 14 maart 1911 was hij de tweede premier van IJsland (Minister van IJslandse Zaken).
Björn was de vader van de eerste IJslandse president Sveinn Björnsson (1881-1952).